# Nationaal park Rila
Het Nationaal Park Rila (Bulgaars: Национален парк Рила; Natsionalen park Rila) ligt op 100 kilometer ten zuiden van Sofia. Het is het grootste nationale park van Bulgarije en omvat de hoogste en meest centraal gelegen bergen in het Rilagebergte. Het nationaal park grenst aan Natuurpark Rila, dat in 2000 werd afgesplist van het nationaal park.
In het park leven (zeldzame) wilde diersoorten, zoals beren, wilde zwijnen, herten, valken en adelaars. Tot de 280 gletsjermeren in het park behoren de zogenaamde Zeven Rila-meren (Sedem rilski ezera), die zich op verschillende hoogten in één keteldal bevinden.
In het nationale park bevinden zich ook plaatsen van historische en culturele waarde, waarvan het Rilaklooster, opgenomen op de Werelderfgoedlijst, de bekendste is. Het monument is een voorbeeld van de Bulgaarse renaissance en symboliseert de Slavische culturele identiteit, na eeuwen van bezetting en onderdrukking.